# D Sayed Hussein
D Sayed Hussein fue un periodista y diplomático indio.

## Trayectoria
Escribió su nombre Syud Hossain, fue hijo de Syud Mohammed, un erudito y secretario general de Bengala. Su abuelo materno era Nawab Abdul Latif.
De 1909 a 1915, Syud Hossain estudió derecho y fue miembro de Lincoln's Inn Society. En 1916 escribió para el Bombay Chronicle editado por B. G. Horniman.
En 1919, Syed Hussain fue el primer editor del The Independent (India), el periódico con sede en Allahabad iniciado por Motilal Nehru antes de abandonar la India. En Allahabad el Muslim Hossain y Vijaya Lakshmi Pandit se enamoraron, pero enfrentan una dura oposición por su matrimonio de Mahatma Gandhi.

## 1918-1924 Khilafat movement
En noviembre de 1914, califa, Mehmed V proclamó la Yihad contra el imperio británico al ingresar el Imperio otomano en la Primera Guerra Mundial. El Imperio otomano fue derrotado en la Primera Guerra Mundial y los vencedores dividieron el territorio entre ellos. En el Armisticio de Mudros fue previsto la Occupation of Constantinople, Turquía, establecido como Estado laico bajo Mustafa Kemal Atatürk.
En este contexto, se desarrolló en el Raj británico una oposición violenta.
En la sesión de 1918 de la Liga Musulmana en Nueva Delhi, Mukhtar Ahmed Ansari demandó una restauración de un caliphato en los países árabes. En febrero de 1920 una conferencia de la Khilafat presidió de Abul Kalam Azad, envió una delegación a la Conferencia de Paz de París (1919) y la Conference of London (1920) (12 de febrero de 1920 - 24 de febrero de 1920) bajo Maulana Mohammad Ali a la delegación pertenecían: Syud Hossain (1888-1949), Sulaiman Nadvi y Hasan Muhammad Hayat como secretario. Syud Hossain comentó el Tratado de Sèvres en un artículo de prensa.
En Londres, fue designado editor de enlace del semanario India, la publicación oficial del Congreso Nacional Indio.
Desde el Reino Unido se fue a los Estados Unidos, donde permaneció hasta 1946, excepto por un breve período en 1937 cuando regresó a la India.
En 1939, fue profesor de Civilización Oriental y profesor especial de Asuntos Mundiales de la Universidad del Sur de California
Desde el  15 de agosto de 1947 fue Embajador en El Cairo de Faruq de Egipto.